# Chengbei (sockenhuvudort i Kina, Jiangsu Sheng, lat 32,42, long 119,44)
Chengbei (kinesiska: 城北, 城北乡) är en sockenhuvudort i Kina. Den ligger i provinsen Jiangsu, i den östra delen av landet, omkring 72 kilometer nordost om provinshuvudstaden Nanjing. Antalet invånare är 38 196. Befolkningen består av 18 927 kvinnor och 19 269 män. Barn under 15 år utgör 12,0 %, vuxna 15-64 år 78 %, och äldre över 65 år 8,0 %.
Runt Chengbei är det mycket tätbefolkat, med 2 915 invånare per kvadratkilometer. Närmaste större samhälle är Yangzhou, 2,8 km söder om Chengbei. Runt Chengbei är det i huvudsak tätbebyggt.
Genomsnittlig årsnederbörd är 1 277 millimeter. Den regnigaste månaden är juli, med i genomsnitt 262 mm nederbörd, och den torraste är december, med 31 mm nederbörd.